# Aikidoka
Aikidoka (合気道家 aikidōka), japanski izraz za vježbača borilačke vještine aikido. Izraz se rijetko čuje među izvornim japanskim izvornim govornicima, usprkos uobičajenoj upotrebi kao pojmu u drugim zemljama.